# Musculus sphincter urethrovaginalis
A musculus sphincter urethrovaginalis egy apró izom a női medencében a hüvelynél.

## Eredés, tapadás, elhelyezkedés
Az urethrát fogja körbe és a  vagina falához tapad. A ramus inferior ossis pubis belső felszínén tapad.

## Funkció
Záróizomként funkciónál. Összenyomja az urethrát és a vaginát.

## Beidegzés, vérellátás
A ramus profundus nervi perinealis idegzi be. Az arteria pudenda interna látja el vérrel.